# Lago di Jasna
Il lago Jasna (in sloveno Jezero Jasna) è il nome di due laghi artificiali che si trovano nel comune di Kranjska Gora lungo la strada che porta al passo della Moistrocca, nella zona nord-ovest , a circa 1 km dal centro del paese.

## Descrizione
I laghi sono una importante meta turistica, si trovano alla confluenza dei torrenti Mala e Velika Pišnica, dove vi è la presenza di una piccola centrale idroelettrica.
Le acque sono di color smeraldo, circondate da ghiaia bianca. Tutto intorno al lago c'è un sentiero panoramico così come lungo la valle Mala Pišnica. Ai bordi c'è una statua in bronzo dello Zlatorog, camoscio bianco dalle corna d'oro, secondo una leggenza protettore di un tesoro nascosto nei boschi scolpita nel 1988 dallo scultore Stojan Batič. È permessa solamente la pesca a mosca.

## Galleria d'immagini

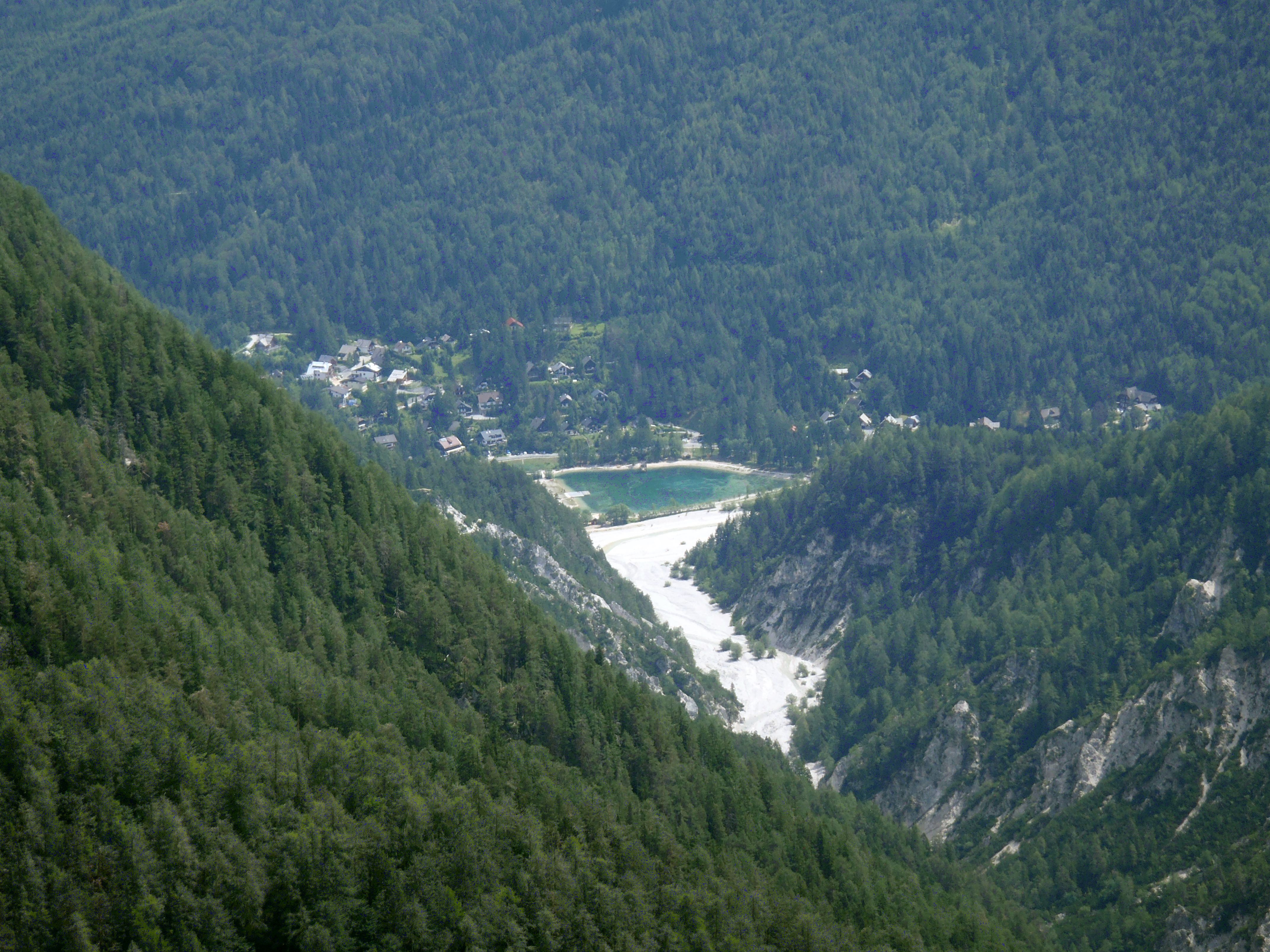
Vista dall'alto
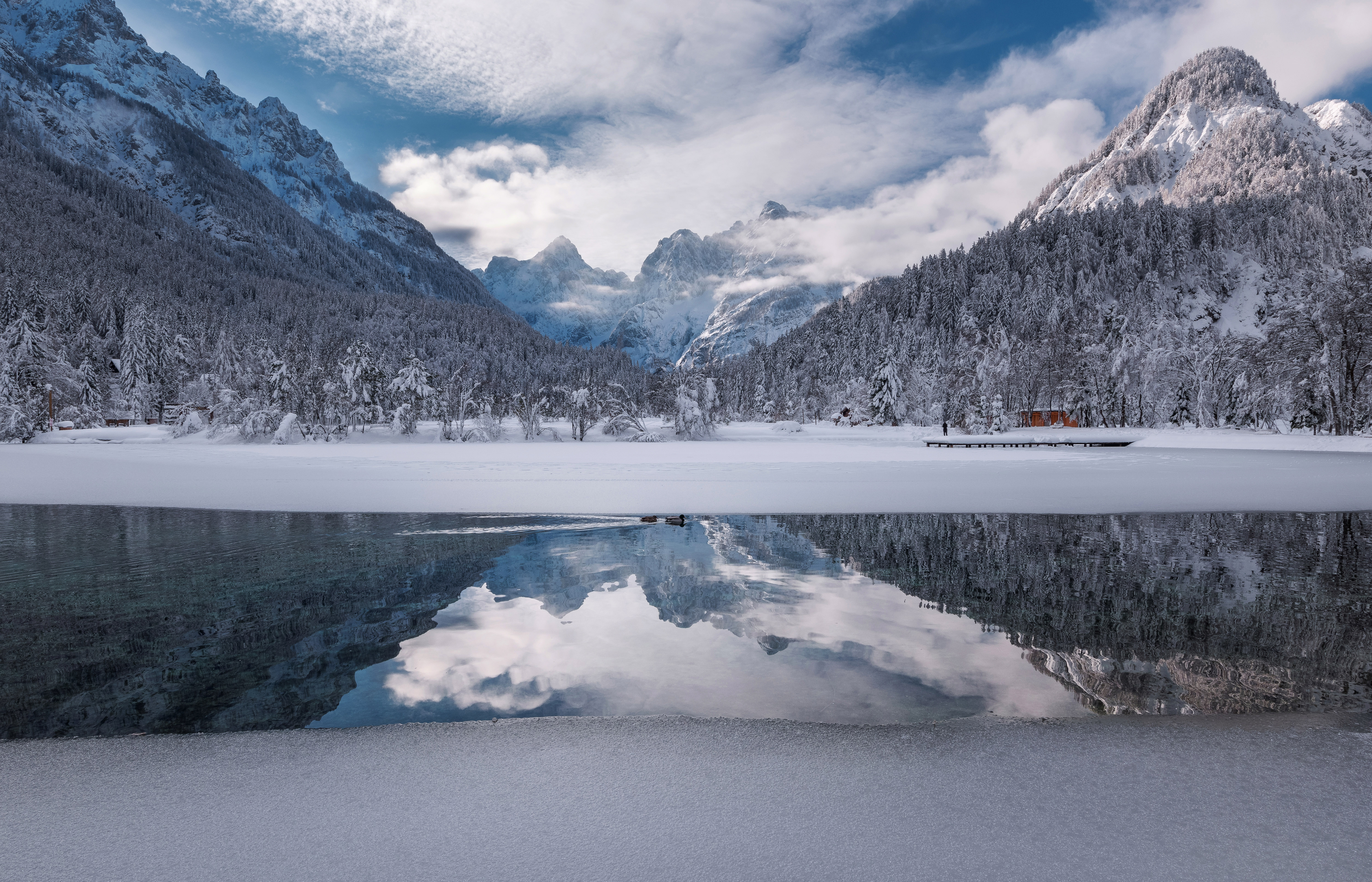
Il lago d'inverno